# فنسیپان
فنسیپان (به لاتین: Fansipan) یک کوه در ویتنام است که در استان لائو کای واقع شده‌است. فنسیپان ۳٬۱۴۷٫۳ متر بالاتر از سطح دریا واقع شده‌است.